# Comitato di Háromszék
Il comitato di Háromszék (in ungherese Háromszék vármegye; in romeno Comitatul Trei Scaune) è stato un comitato del Regno d'Ungheria, situato nell'attuale  Romania centrale (nella regione della Transilvania sudorientale). Capoluogo del comitato era Sepsiszentgyörgy, oggi nota col nome romeno di Sfântu Gheorghe.
Il comitato confinava col Regno di Romania e con gli altri comitati di Csík, Udvarhely, Nagy-Küküllő e Brassó; geograficamente era delimitato ad est e a sud dalla catena dei Carpazi.

## Storia
Il comitato di Háromszék fu creato nel 1876 a partire da tre regioni abitate dalla popolazione magiara degli Székely (Kézdiszék, Orbaiszék e Sepsiszék); il nome del comitato, che in ungherese significa "tre seggi", prende origine proprio da questo raggruppamento effettuato nel corso della riforma della divisione amministrativa della Transilvania. Il comitato di Háromszék rimase ungherese finché il Trattato del Trianon (1920) non lo assegnò al regno di Romania.
Col Secondo Arbitrato di Vienna (1940) l'Ungheria si annetté il territorio assieme all'intera Transilvania settentrionale, ma tale parentesi si chiuse dopo la seconda guerra mondiale, quando venne restituito alla Romania.
Il suo territorio è oggi in gran parte compreso nel distretto romeno di Covasna, con l'eccezione di una piccola porzione a sud, facente parte del distretto di Brașov. La maggior parte della popolazione è tuttora di lingua e cultura ungherese.